# كو إكيدا
كو إكيدا (باليابانية: 池田 航) (مواليد 4 يوليو 2001) هو لاعب كرة قدم ياباني.

## وصلات خارجية
- كو إكيدا على موقع رابطة كرة القدم اليابانية للمحترفين (اليابانية)
- كو إكيدا على موقع إي إس بي إن إف سي (الإنجليزية)
- كو إكيدا على موقع قاعدة بيانات كرة القدم.إي يو (الإنجليزية)
- كو إكيدا على موقع Soccerbase.com (لاعب) (الإنجليزية)
- كو إكيدا على موقع Soccerway.com (الإنجليزية)
- كو إكيدا على موقع عالم كرة القدم.نت (الإنجليزية)